# Murīdīya

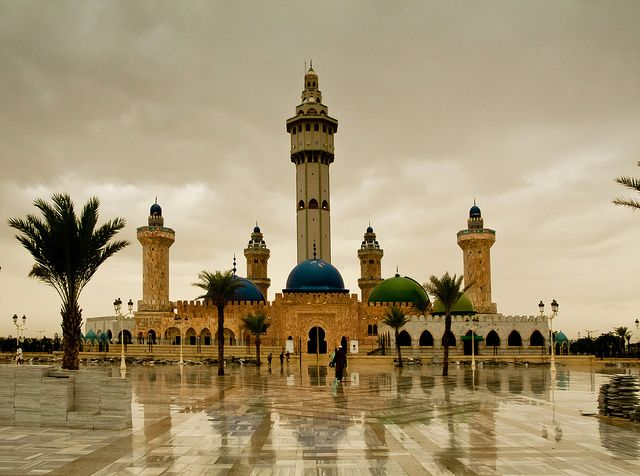
Die Große Moschee von Touba, das religiöse Zentrum der Murīdīya-Bruderschaft

Die Murīdīya (arabisch المريدية, Wolof: Yoonu murit) oder der Muridismus ist eine Sufi-Bruderschaft (Tarīqa) im Senegal und in Gambia, die im späten 19. Jahrhundert von Amadu Bamba gegründet wurde. Ihre Anhänger werden Muriden (Mouriden) genannt und sehen als religiösen Führer den General-Kalifen des Ordens an. Das religiöse Zentrum ist die Große Moschee der Pilgermetropole Touba im Zentrum des Landes. Die Bruderschaft der Mouriden hat sich zu einer der wirtschaftlich und gesellschaftlich einflussreichsten Kräfte in Senegal entwickelt. Sie beherrscht ganze Branchen der Wirtschaft, zum Beispiel das Transportwesen. Durch Arbeitsmigration hat sich die Bruderschaft auch in Europa verbreitet.

## Organisationsstruktur

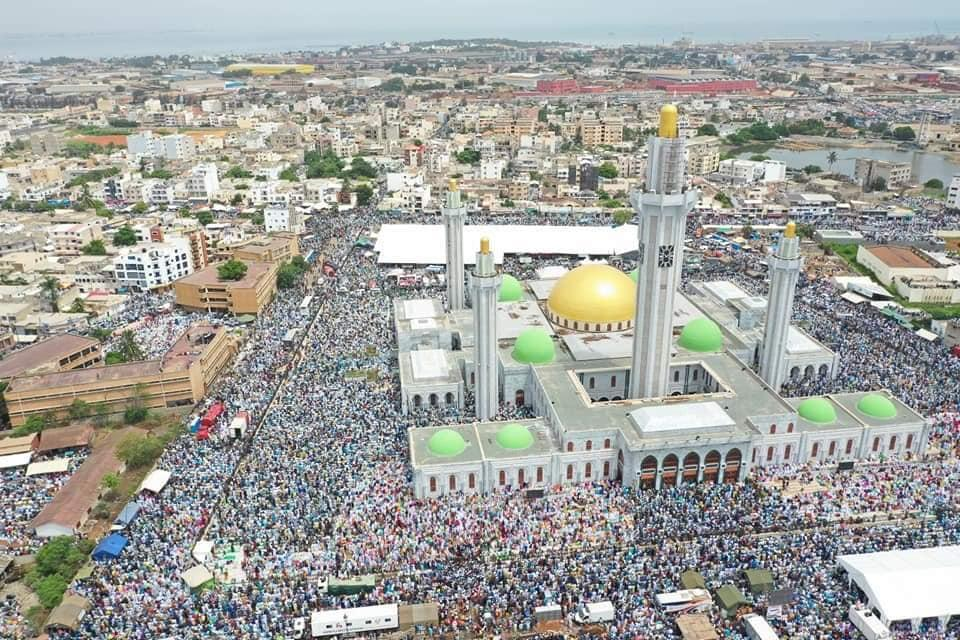
Die Massalikoul-Djinane-Moschee von Dakar

Die Murīdīya besteht aus einer Anzahl von Clanen und Familien, die durch die Brüder, Söhne und Schüler von Amadou Bamba begründet wurden. Jedem Clan steht ein Kalif (ḫalīfa) vor, der die Autorität über die Marabouts und Schüler dieses Clans besitzt. Diese Kalifen wiederum sind dem General-Kalifen gegenüber rechenschaftspflichtig, der an der Spitze der Bruderschaft steht, und müssen ihm den Treueid (jebellu) leisten.
Die Führer der Clane verfügen über ausgedehnte Ländereien, auf denen ihre Anhänger auf Kollektivgütern, die Daara genannt werden, arbeiten, ohne dass sie dafür größeren Lohn erhalten. Die Anhänger der Murīdīya versuchen, durch schwere körperliche Arbeit, oft auf Erdnuss-Feldern, Gott näher zu kommen. Eine besonders große Konzentration von maraboutischen Farmen befindet sich in der Region von Diourbel. Im Zuge der Urbanisierungsbewegung der Murīdīya haben sich im städtischen Umfeld auf lokalem Niveau ebenfalls religiöse Zusammenschlüsse der Muriden herausgebildet. Diese Zusammenschlüsse mit vereinsartigem, aber meist inoffiziellem Charakter werden Dahira genannt. Für die große Zahl ihrer städtischen Anhängerschaft wurde 2019 die Massalikoul-Djinane-Moschee in Dakar errichtet.
Eine Untergruppe innerhalb der Murīdīya bilden die Iyakhines in Thiès, eine Gemeinschaft, die in den 1920er Jahren von dem charismatischen Religionsführer Abdulaye Yakhine Diop gegründet und von 1943 bis 2003 von seiner Tochter Sokhna Magat Diop geleitet wurde.

## Geschichte

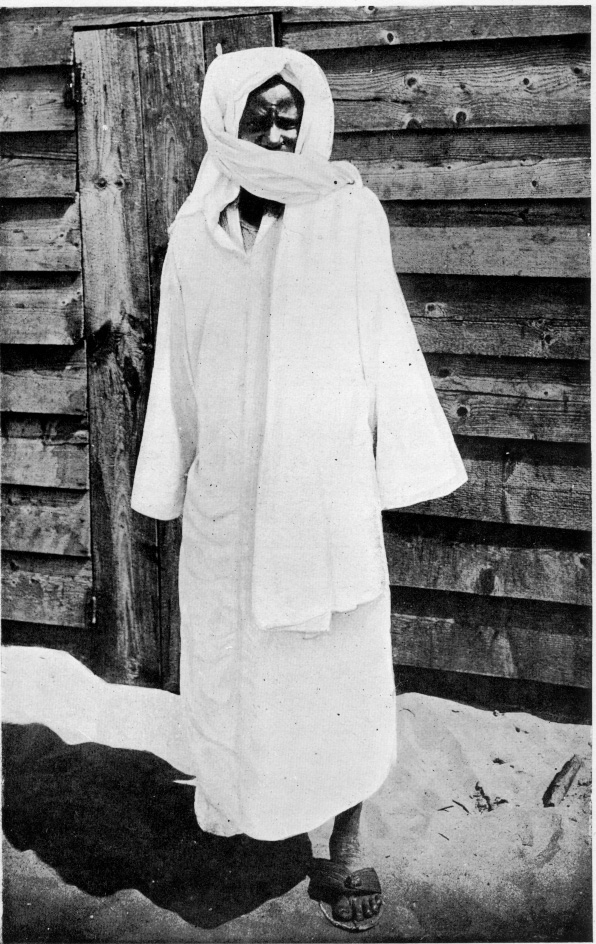
Amadu Bamba

Die Muridiyya wurde 1883 von Amadu Bamba gegründet. 1887 erbaute er mit seinen Anhängern eine eigene Stadt, die er nach einem Koranvers (Sure 13:29) Touba (arab. „Segen“) nannte. 1892 gründete Scheich Ibra Fall eine erste Niederlassung der Muriden in Saint-Louis, dem Sitz der französischen Kolonialverwaltung. Im Laufe der Zeit wurde die Bruderschaft zu einem Verbündeten der französischen Kolonialmacht. Die Muriden bauten auf ihren Plantagen Erdnüsse für die Franzosen an und verpflichteten ihre Anhänger zur Loyalität gegenüber dem Kolonialherren. Amadou Bamba erhob die Feldarbeit zur höchsten Tugend seiner Bruderschaft. Dies führte zu einem starken wirtschaftlichen Aufschwung. 
Nach dem Tode von Amadou Bamba im Jahre 1927 wurde sein ältester Sohn Mamadou Moustapha zum ersten General-Kalifen, d. h. Nachfolger seines Vaters, ausgerufen. Die ersten Jahre des Kalifats waren aber von ständigem Zwist unter den Anführern der Bruderschaft geprägt. Ein gewisser Scheich Anta erkannte das Kalifat von Mamadou nicht an und gewann mit seinem Anspruch, der „wahre“ Kalif zu sein, einige Unterstützung, so auch bei Amadu Bambas zweitem Sohn Falilou, mit dem er 1928 auf Wallfahrt nach Mekka ging.
Als Mamadou 1945 im Sterben lag, bestimmte er seinen Sohn Scheich Mbacké Gainde Fatma zum Nachfolger. Da dieser jedoch als anti-französisch galt und Sympathien mit panarabischen Gruppen und senegalesischen Oppositionsgruppen hatte, intervenierte die Kolonialverwaltung und sorgte dafür, dass Falilou Mbacké zum General-Kalifen erhoben wurde. Bei dieser Gelegenheit wurde als Gremium kollektiver Führung der Conseil d’Administration Mouride geschaffen. Scheich Mbacké erkannte das Kalifat von Falilou nicht an und stellte mit Aktionen seiner Anhänger dessen Autorität immer wieder in Frage. Als 1946 zum Beispiel Falilou den Magal, die jährliche Wallfahrt nach Touba, auf Bitten der Kolonialverwaltung verlegte, weil zur gleichen Zeit Wahlen stattfanden, weigerte sich Scheick Mbacké, diese Datumsänderung zu akzeptieren, und führte die Wallfahrt zum ursprünglichen Datum durch. Ab 1945 begannen Muriden, sich auch in Dakar anzusiedeln.
Im Frühjahr 1947 ließ Falilou die Bauarbeiten für die noch unvollendete Moschee von Touba wieder aufnehmen. Diese Maßnahme diente vor allem der Festigung seiner religiösen Autorität. Die Moschee wurde 1961 vollendet und 1963 im Beisein von Präsident Léopold Sédar Senghor feierlich eröffnet.

## Europäische Migration
Kern- und Ursprungsgebiet der Murīdīya ist der Senegal. Durch Arbeitsmigration hat sich die Gemeinschaft mittlerweile weltweit verbreitet. In Frankreich lebende junge Anhänger der Gemeinschaft gründeten schon 1977 eine studentische Auslandsorganisation der Murīdīya, die Association des Étudiants et Stagiaires Mourides d'Europe (AESME). Im europäischen Ausland ist der Handel das wichtigste Erwerbsfeld der Muriden. Besonders in den Touristenzentren der südeuropäischen Mittelmeerküste leben viele Mitglieder; sie sind dort im Straßenhandel aktiv. Die Migration der Bruderschaftsmitglieder gestaltet sich auch heute noch weitgehend männlich, d. h. Familienzusammenführungen werden nur selten praktiziert.

## Liste der Führer der Muriden
- Von der Gründung 1883 bis 1927: Amadou Bamba
- 1. General-Kalif (1927–1945): Serigne Mouhamadou Moustapha Mbacké, ältester Sohn von Amadou Bamba (Mutter: Sokhna Aminata Lô)
- 2. General-Kalif (1945–1968): Serigne Fallou Mbacké, 3. Sohn
- 3. General-Kalif (1968–1989): Serigne Abdoul Ahad Mbacké, 6. Sohn
- 4. General-Kalif (1989–1990): Serigne Abdou Khadr Mbacké, 7. Sohn
- 5. General-Kalif von 1990 bis 28. Dezember 2007: Serigne Saliou Mbacké, 8. Sohn
- 6. General-Kalif von 29. Dezember 2007 bis 30. Juni 2010: Serigne Mouhamadou Lamine Bara Mbacké (1925–2010), erster Enkel von Amadou Bamba, Sohn von Serigne Fallou Mbacké[16]
- 7. General-Kalif von 1. Juli 2010 bis 9. Januar 2018: Serigne Cheikh Maty Lèye, genannt offiziell: Serigne Cheikh Sidy Mokhtar Mbacké
- 8. General-Kalif seit Januar 2018: Serigne Mountakha Mbacké